# Берк, Донна
Донна Берк (англ. Donna Burke, 12 декабря 1964, Перт, Австралия) — австралийская певица, диктор и частный предприниматель. В 1996 году переехала в Токио, где и живёт с мужем — гитаристом Биллом Бенфилдом.

## Биография
Донна была учительницей в Перте, но бросила работу и решила заниматься вокалом. Берк занималась классическим пением десять лет, и теперь выступает на концертах джаза, рока, техно, классической и народной музыки. В рецензиях её называли «одной из самых разносторонних певиц на планете». Её последний альбом Blue Nights («Синие Ночи») вышел в 2005 году и включал в себя многие из её старых песен, в том числе «Don’t I Look Pretty» и «Quiet Night».
Берк также выпустила три сольных альбома, сборник кельтской музыки и озвучила аниме, включая Turn-A Gundam, Haibane Renmei, Vandread, Tokimeki Memorial, Tales of Legendia и Final Fantasy. Она также озвучила несколько видеоигр, включая Shenmue, Silent Hill и несколько ОВА, включая Strange Dawn, Hoshi no Koe, Trip Trek, Magical Girl Lyrical Nanoha и Magical Girl Lyrical Nanoha A’s.
Донна также играет Хел в Boktai: The Sun is in Your Hand, Урсулу в Lunar Knights и Нору в игре Sega Let’s Go Jungle. Донна также пишет лирические тексты песен для японской рекламы, аниме и групп японской поп-музыки (J-POP).
Голос Берк хорошо известен в Японии как голос гида на линии Токайдо японских суперскоростных поездов Синкансэн с 2003 года. Её голос также слышен в аэропорту Нарита и в виде англоговорящего гида в музее императора Сёва (Emperor Showa Memorial Museum). Бёрк также работала диктором NHK с 1999 года в разных документальных фильмах и читала вечерние новости на двух языках. Донна озвучила «Климат в Кризисе — Часть 1» (Climate in Crisis — Part 1), победитель серебряной медали на Нью-Йоркском телевизионном фестивале и EARTH VISION AWARD в 2007 году на Всемирном фестивале экологических фильмов в Токио[стиль].
Берк основала агентство Dagmusic в 2004 году для иностранных певцов, композиторов и музыкантов, живущих в Токио. Донна посвящает своё время не только Dagmusic, а также Hotteeze (Хоттиз), компании, которую она создала для продажи японских грелок по всему миру.

## Фильмография
- Raising Heart во всех сериалах Magical Girl Lyrical Nanoha
- Анжела Ороско в Silent Hill 2
- Клаудия Вульф в Silent Hill 3
- Нарратор и певица в Final Fantasy Crystal Chronicles
- Anesthesia / Dr. Cutter в Rumble Roses
- Исполнитель главной песни в Metal Gear Solid: Peace Walker
- Голосовое сопровождение iDroid в Metal Gear Solid V

## Сольная дискография
- Lost and Found (2001)
- Éirí na Gréine (2001)
- Donna Burke with the David Silverman Quartet (2002)
- Goodbye Nakamura [Single] (2004)
- «Blue Nights» (2005)

## Прочая дискография
- The «Yamaha Educational Children’s Songs» CDs / Various Artists (1997—2003 — исполнитель нескольких песен)
- «Para Para Panic» CDs — Volumes 2, 3, 4, 5, 6 & 7 / Various Artists (2000 — исполнитель нескольких песен)
- Konami Beatmania — «Hero» / Various Artists (2000 — исполнитель нескольких песен)
- «ABBA Ibiza Caliente Mix» / ABBA, Sabu (2001 — исполнитель нескольких песен)
- Vandread: Original OVA Soundtrack 1 / Ясунори Ивасаки, Various Artists (2001 — vocal for "What a Wonderful World)
- Vandread: Original OVA Soundtrack 2 / Ясунори Ивасаки, Various Artists (2001 — vocal and lyrics for «Somedays»)
- Turn-A Gundam: Original Movie Soundtrack — «Wakusei no Gogo, Bokura wa Kisu wo Shita» / Ёко Канно (2002 — исполнитель песни «After All»)
- «Seven»/ V6 (2002 — лирицист песни «One»)
- Final Fantasy Crystal Chronicles — «Morning Sky» и «Moonless Starry Night»
- «RWC Music Database: Royalty-Free Music» / Various Artists (2003 — исполнитель нескольких песен)
- Haibane Renmei: Original OVA Soundtrack 1 — «Hanenone (ハネノネ)» / Ко Отани, Масуми Сакауэ (2003 — исполнитель и лирицист песни «Wondering»)
- Konami’s Dance Dance Revolution SuperNOVA — «Star Gate Heaven» и «Star Gate Heaven (FUTURE LOVE Mix)» / Various Artists (2006 — вместе с Сота Фудзимори)
- Tokimeki Memorial 2 Substories: Dancing Summer Vacation — «Hero ~Dancing Summer Mix English Ver.~»
- Sega OutRun 2 — «Life Was A Bore»
- The Last Remnant — «Journey’s End»
- Metal Gear Solid: Peace Walker — «Heavens Divide» (Peace Walker Theme)
- Metal Gear Solid V: The Phantom Pain — «Sins of The Father»
- Tokyo Ghoul √А — «Glassy Sky»
- Girls' Frontline — «A Moment of My Nightmare»